# Praehyalocylis
Praehyalocylis is een geslacht van uitgestorven weekdieren uit de klasse van de Gastropoda (slakken).

## Soort
- Praehyalocylis annulata (Tate, 1887) †